# 美合パーキングエリア
美合パーキングエリア（みあいパーキングエリア）は、愛知県岡崎市の東名高速道路上にあるパーキングエリアである。
「美合」という名前が付いているが岡崎市美合町内には無く、岡崎市市場町（下り）および保母町（上り）に位置する。
上り線と下り線で収容台数など規模が大きく異なるが、これは音羽蒲郡ICを挟んだ赤塚パーキングエリアと機能を補完しあっているためである。
ぷらっとパークは上り線には駐車場が無く、下り線には5台程度の駐車場がある。

## 道路
- E1 東名高速道路
  - 2011年10月から2016年10月まで、下り線はここから豊田JCTまで暫定3車線で運用されていた。美合PAの流出路がそのまま第一走行車線となっていた。

## 施設

### 上り線（東京方面）

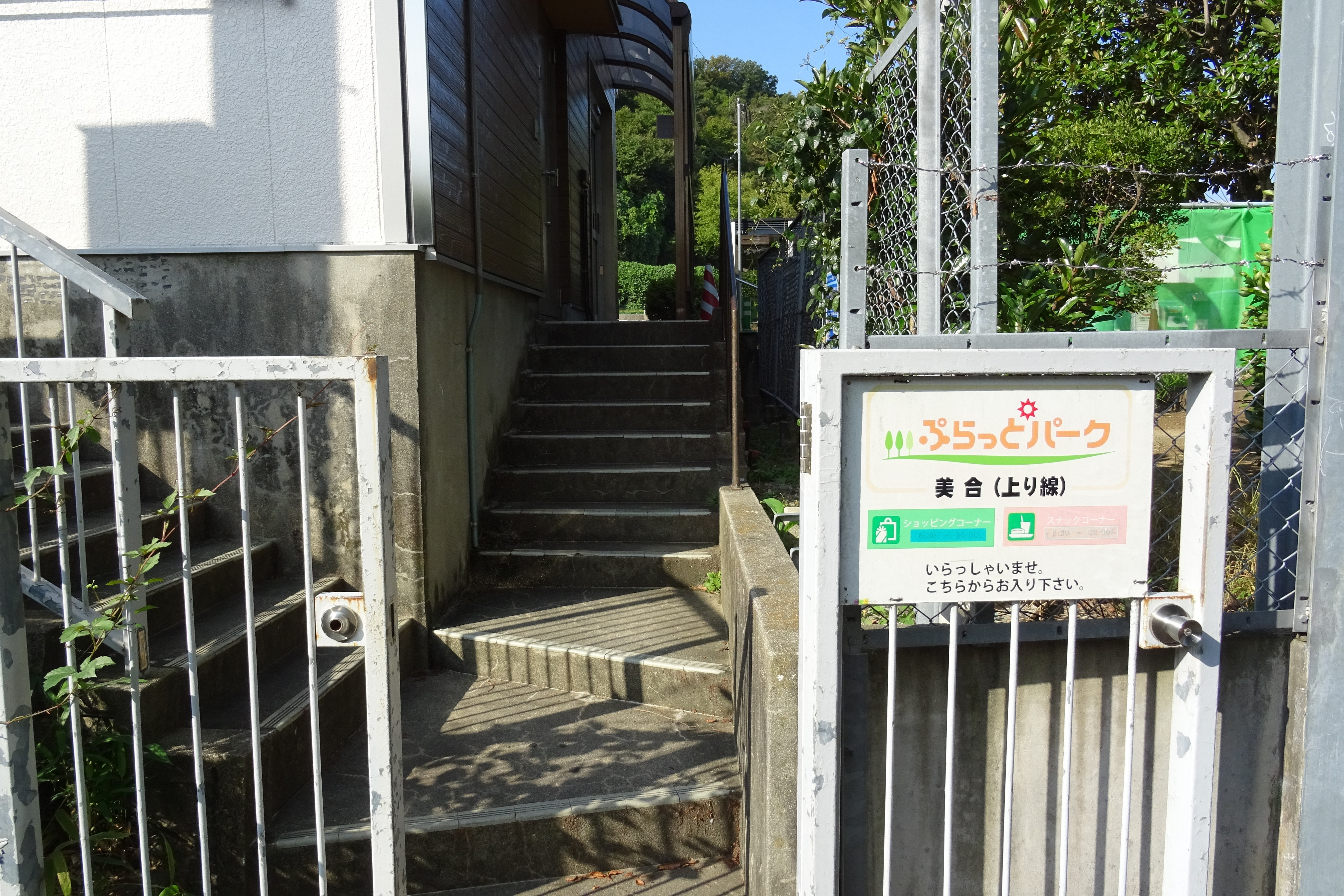
上り線ぷらっとパーク

- 駐車場
  - 大型 12台
  - 小型 30台
- トイレ
  - 男性 大2（和式1・洋式1）・小5
  - 女性 5（和式1・洋式4）
    - 同伴の男児用 1

  - 車椅子用 1
- スナック（6:30-20:00）
- ショッピング（6:30-20:00）
- ハイウェイ情報ターミナル
- 自動販売機上り線ぷらっとパーク

### 下り線（名古屋方面）
- 駐車場
  - 大型 72台
  - 小型 79台
- トイレ
  - 男性 大7（和式2・洋式5）・小18
  - 女性 24（和式7・洋式17）
    - 同伴の男児用 2

  - 子供用トイレ 1（洋式1）
  - 車椅子用 1
- スナック
  - 吉野家（24時間）
  - はなまるうどん（6:00-22:00）

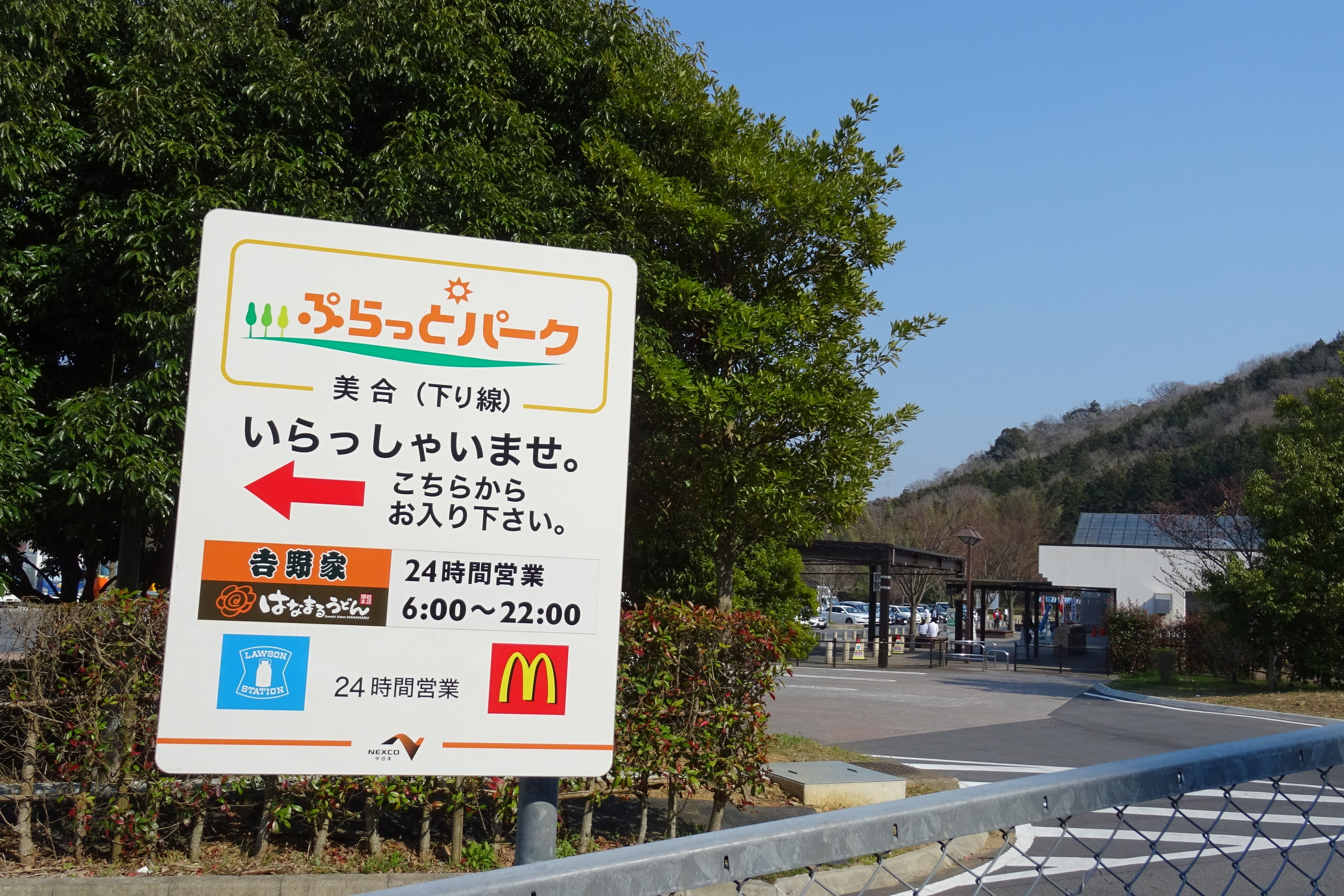
下り線ぷらっとパーク

  - ハンバーガー「マクドナルド」（24時間）
- ショッピング（7:00-22:00）
- コンビニエンスストア「ローソン」（24時間）
  - ローソンATM（三菱UFJ銀行管理）
- ハイウェイ情報ターミナル
- バス乗務員休憩室（7:00-21:00）
- 自動販売機

## 隣
E1 東名高速道路
(18-1) 音羽蒲郡IC - 美合PA - (19) 岡崎IC